# Cherry Boom
Cherry Boom (Chino tradicional: 櫻桃幫, Chino simplificado: 樱桃帮, Pinyin: Yīngtáo Bāng) fue un grupo de rock taiwanés formado por cuatro chicas, estudiantes en la universidad católica Fu Jen. Escriben y tocan su propia música. Siguen una estética punk-rock, pero su música es pop-rock con toques góticos.

## Componentes del grupo
- Cha-cha 查查 (Vocalista)
- Xiao-qian 小倩 (Bajista)
- Gua 瓜 (Guitarrista)
- Da-tian 大恬 (Batería)

## Discografía

### Álbumes
- Dear Prince (親愛的王子) (13 de julio de 2006)
  - 1. 清新早晨 - Qing Xin Zao Chen - Sweet morning
  - 2. 親愛的王子 - Qin Ai De Wang Zi - Dear Prince
  - 3. 秘密花園 - Mi Mi Hua Yuan - Secret Flower Garden
  - 4. 再見我的愛 - Zai Jian Wo De Ai - Goodbye My Love
  - 5. 蝕月 - Long Yue - Lunar Eclipse
  - 6. I Wanna Rock
  - 7. 我的空氣 - Wo De Kong Qi - My Atmosphere
  - 8. 小丑世界 - Xiao Chou Shi Jie - Clown World
  - 9. 不對也要愛 - Bu Dui Ye Yao Ai - Even If It's Wrong, Want To Love
  - 10. 黑夜來臨 - Hei Ye Lai Lin - Dark Night Approaches

- Dear Prince (CD + DVD version) (3-October-2006)

- Goody-Goody (31 de mayo de 2007)
  - 1. 乖乖 - Goody-Goody
  - 2. 你愛我嗎? - Do You Love Me?
  - 3. Green
  - 4. 七 - Seven
  - 5. 庭院 - The Garden
  - 6. 受夠 - Enough
  - 7. 再一刺 - Pinked in Me
  - 8. Liar
  - 9. 色彩 - Color
  - 10. 呼啦啦 - Hu-la-la